# Ordinanze del 1311
Le Ordinanze del 1311 furono un insieme di restrizioni imposte a Edoardo II d'Inghilterra dal clero e dai nobili con lo scopo di limitarne i poteri. Le Ordinanze nacquero sia dalla posizione di inferiorità che l'Inghilterra stava patendo nella guerra contro la Scozia sia per la politica fiscale ritenuta troppo pressante messa in atto dal re ed esse riflettavano, almeno in parte, lo spirito delle Disposizioni di Oxford e di quelle di Westminster degli ultimi anni del 1250. Edoardo dovette accettare le Ordinanze obtorto collo e da esse nacque una lotta fra nobili e sovrano che terminò solo nel 1322 con l'esecuzione di Tommaso Plantageneto, leader dei baroni.

## Lo scontento
Quando il 7 luglio 1307 Edoardo II succedette al padre Edoardo I i sudditi sembrarono accettarlo di buon grado, tuttavia poco tempo dopo il malcontento venne a galla alimentato sia dalle inadempienze del nuovo sovrano che da quelle lasciate dal precedente. Il primo problema era la politica fiscale adottata per finanziare le guerre contro gli scozzesi, le tasse infatti erano state innalzate per mettere insieme le provvigioni necessarie all'esercito. I nobili iniziarono a credere che il carico fiscale che veniva loro addossato fosse eccessivamente gravoso e che, soprattutto, mancasse di un'adeguata contropartita. Il fatto poi che Edoardo II avesse iniziato ad incamerare questi introiti usandoli per il mantenimento della corte invece che per il conflitto causò il secondo problema, suo padre infatti aveva passato almeno un decennio a guerreggiare, mentre egli aveva praticamente abbandonato le campagne militari paterne. Questo diede l'opportunità a Roberto I di Scozia di farsi avanti per riprendere ciò che aveva perduto, esponendo non solo il nord dell'Inghilterra ai propri attacchi, ma attaccando anche i vari possedimenti dei nobili inglesi in Scozia. L'ultimo e più grande problema era costituito da Pietro Gaveston, un ragazzo di origini relativamente umili proveniente dalla Guascogna con cui Edoardo II era in rapporti estremamente stretti. Uno dei privilegi che gli erano stati concessi era l'elevazione a conte di Cornovaglia, un titolo che fino ad allora era spettato, tradizionalmente, ai membri della famiglia reale. Questa concessione di onorificenze a un nuovo ricco, unita al suo comportamento, percepito come arrogante, provocò un aspro risentimento nei nobili che prese forma in una dichiarazione redatta a Boulogne da un gruppo di magnati in occasione del matrimonio del re con Isabella di Francia, la figlia Filippo IV. L'Accordo di Boulogne era vago, ma esprimeva perfettamente lo stato d'animo della corte.
Nell'aprile del 1308, due mesi dopo l'incoronazione, il Parlamento decise che Gaveston fosse esiliato pena la Scomunica, al re non restò che accettare e nel mese di giugno lo nominò Lord luogotenente d'Irlanda e lo spedì sull'isola. Appena Gaveston partì Edoardo cominciò a pianificare il suo ritorno e nell'aprile seguente propose un compromesso al parlamento, egli avrebbe accettato alcune delle richieste dei nobili se loro avessero acconsentito al rientro di Gaveston. Il piano non approdò a nulla, ma nel luglio successivo, quando il parlamento si ritrovò a Stamford (Regno Unito), il re aveva la mano decisamente più libera avendo ricevuto un documento del papa che annullava la precedente minaccia di scomunica. Edoardo acconsentì a firmare lo Statuto di Stamford che era in sostanza la copia di un documento già approvato da suo padre nel 1300 ed il suo favorito poté fare ritorno in Inghilterra.
Se i nobili avevano sperato che l'esperienza avesse insegnato qualcosa a Gaveston si sbagliavano, egli si dimostrò arrogante quanto prima e quando il re convocò il Consiglio nell'ottobre del 1309 molti rifiutarono di andare asserendo di non voler incontrare Gaveston. Il parlamento successivo, riunitosi a febbraio, vide l'assenza del favorito, per espresso ordine del re, tuttavia molti dei conti disobbedirono alla consuetudine di presentarsi disarmati ed arrivarono invece armati di tutto punto chiedendo che venisse nominata una commissione di riforma. Il 16 marzo 1310 il re acconsentì alla creazione di tale commissione che avrebbe dovuto riformare l'assetto della corte.

## I Riformatori
I riformatori furono eletti da un'assemblea di nobili che nominarono otto conti (Henri de Lacy, III conte di Lincoln, Aymer de Valence, II conte di Pembroke, Gilberto di Clare, VIII conte di Gloucester, Tommaso Plantageneto, II conte di Lancaster, Humphrey de Bohun, IV conte di Hereford, Giovanni di Bretagna, Guy de Beauchamp, X conte di Warwick ed Edmund FitzAlan, IX conte di Arundel) sette vescovi (Robert Winchelsey, John Langton (morto nel 1337), Ralph Baldock (morto il 24 luglio 1313), Simone di Ghent (morto il 2 aprile 1315), John Salmon (morto il 6 luglio 1325), David Martyn (morto il 9 marzo 1328) e John di Monmouth) e sei baroni, ventuno in tutto. Costoro, che per quanto fossero dei realisti erano del tutto scontenti di questo re, erano capitanati da Henry de Lacy, III conte di Lincoln uno degli uomini più ricchi e potenti del paese, egli era anche il più vecchio del gruppo ed aveva fedelmente servito per anni Edoardo I. Lacy, che aveva una certa influenza sui membri più estremi del gruppo morì nel febbraio dello stesso anno ed il comando passò al genero Tommaso Plantageneto, che con i cinque contadi di cui disponeva era divenuto l'uomo più ricco d'Inghilterra dopo il re che era anche suo cugino (Tommaso era figlio di Edmondo, fratello del defunto Edoardo I).
Benché non ci siano prove che indichino che Tommaso era già contrario ad Edoardo nei primi mesi del suo regno, nel 1311 era comunque uno dei suoi più fieri oppositori, forse perché Gaveston aveva fatto espellere dalla corte uno dei suoi uomini.
L'alleato più fedele di Tommaso era Guy de Beauchamp che rimase un fiero avversario di Enrico fino alla morte avvenuta nel 1315, forse per avvelenamento, ma non tutti i nobili erano così inferociti. Gilbert de Clare, che era il cognato di Gaveston attraverso il matrimonio della sorella Margaret de Clare, era decisamente fedele al re ed anche Aymer de Valence, benché nel novero dei riformatori era leale al sovrano.
Fra i baroni Robert de Clifford, I barone Clifford (1274circa-1314) era il più realista, mentre fra i vescovi il solo personaggio di spicco era Robert Winchelsey, Arcivescovo di Canterbury. Questi era stato a lungo in conflitto con Edoardo I poiché sosteneva la necessità di una maggiore autonomia ecclesiastica e per questo era stato esiliato e sospeso. Edoardo II lo aveva rimesso al suo posto, ma il prelato non si era placato ed aveva ripreso la propria lotta questa volta contro il nuovo sovrano che nello stesso periodo stava conducendo un'altra battaglia contro Walter Langton (morto nel 1321), vescovo di Lichfield. Langton e Winchesley erano stati avversari in passato, ma la lotta contro Edoardo finì per unirli.

## La Riforma
I riformatori produssero quasi immediatamente sei articoli, ma fu solo nel mese di agosto del 1311 che presentarono il documento completo, nel frattempo Edoardo aveva condotto una fallimentare campagna e gli vennero presentati al parlamento convocato a Londra.
Il documento, datato 5 ottobre, si compone di 41 articoli. Nel preambolo viene specificato come i nobili siano preoccupati per la presenza di quello che ritengono un consigliere malevolo, per la precaria situazione militare e per il pericolo di una ribellione interna data dall'eccessivo carico fiscale. La maggior parte degli articoli si occupa di limitare il potere del re e dei suoi ufficiali e di come questi poteri vengano sostituiti dal controllo dei baroni, tanto che veniva stabilito che il re potesse nominare dei collaboratori solo previo consenso dei nobili e del parlamento. Veniva altresì deciso che il sovrano non potesse battere moneta o avviare una campagna militare senza, di nuovo, l'approvazione dei nobili e che il parlamento doveva tenersi almeno una volta all'anno.
Parallelamente a questi provvedimenti veniva anche riformata la politica fiscale, con la decisione che i proventi derivanti dalla raccolta delle tasse dovessero finire nelle casse del Tesoro e non in quelle private del re così da poter avere una politica fiscale più trasparente.
Altri articoli si occupano di punire delle persone fisiche, fra le quali spiccava Gaveston a lui fu chiesto di abbandonare, ed abiurare, il regno entro il 1º novembre. I banchieri della famiglia italiana dei Frescobaldi vennero invece arrestati ed i loro beni confiscati poiché si riteneva che la dipendenza del re dalle banche italiane fosse insana per il regno. Gli ultimi ad essere citati sono Henry de Beaumont (morto il 10 marzo 1340) e la sorella Isabella de Vescy, il motivo per cui finirono entro la rete dei riformatori non è chiaro se non si contano le proprietà che avevano in Scozia ed il ruolo che giocarono durante la guerra contro gli scozzesi.
I riformatori misero anche mano al diritto penale e fecero in modo che la chiesa conservasse le libertà che aveva ottenuto, da ultimo venne deciso che, per evitare che qualcuno dei riformatori potesse essere corrotto da un "regalo" del re, ci fosse un limite ai doni ed agli incarichi che il sovrano poteva offrire loro mentre erano in carica.

## Dieci anni di lotte continue
Gli articoli vennero pubblicati l'11 ottobre e gli fu dato ampio risalto con lo scopo di ottenere l'appoggio popolare e per tutto il decennio successivo vi fu una lotta fra chi voleva tenerli in vita e chi invece voleva abrogarli, cosa che avvenne nel maggio del 1322.
Entro la fine dell'anno Gaveston rientrò in Inghilterra e la guerra civile sembrò inevitabile, nel maggio del 1312 egli fu catturato e dato in custodia ad Aymer de Valence, il Plantagento e de Beuchamp approfittando di un'assenza del conte provvidero a rapirlo ed a ucciderlo senza un processo equo. De Valence non accettò tale affronto al proprio onore e per questo abbandonò la fazione dei baroni per tornare in pianta stabile dalla parte del sovrano e non fu il solo che si allontanò dal Plantageneto e dai suoi modi brutali. La disfatta inglese della Battaglia di Bannockburn però li riportò al centro della scena, né lui, né de Beauchamp avevano partecipato alla fallimentare campagna asserendo che questa si era sviluppata senza il consenso dei baroni e che questo andava contro gli articoli delle Ordinanze. Improvvisamente Tommaso si ritrovò virtualmente al comando del paese, ma la morte di de Beauchamp avvenuta il 12 agosto 1315 lo lasciò pericolosamente isolato tanto che non poté opporsi al Trattato di Leake del 1318, voluto da de Valence, dove il potere del re veniva ristabilito a fronte della promessa di tenere fede alle Ordinanze. In quegli anni però sorsero dei nuovi favoriti, Ugo Despenser il giovane e suo padre marito della sorella del defunto de Beauchamp, la situazione resse fino al 1322 anno in cui Tommaso si ribellò apertamente contro il sovrano ed i Despenser. Con la Battaglia di Boroughbridge la fortuna del Plantageneto terminò, venne infatti catturato e giustiziato il 22 marzo. La sua morte segnò anche quella delle Ordinanze che furono revocate dal parlamento che venne convocato a maggio, ogni limitazione al potere regio era ora annullata.
Le Ordinanze non vennero mai più riesumate e non assunsero mai, nella storia britannica, l'importanza che invece riuscì ad avere la Magna Charta.